# Zhang Yihan
Zhang Yihan, född 24 januari 2008 i Henan, är en kinesisk gymnast.

## Karriär
Vid de kinesiska ungdomsmästerskapen 2022 tog Zhang ett guld i barr, 2 silver i mångkamp och hopp och ett brons i de fristående programmet. Hon är uttagen att representera Kina i sommar-OS 2024.